# Melissa Morrison-Howard
Melissa Morrison-Howard (Mooresville, 9 luglio 1971) è un'ex ostacolista statunitense, vincitrice di due medaglie di bronzo ai Giochi olimpici.

## Biografia
Durante gli anni universitari all'Appalachian State University, da cui è uscita nel 1993, Morrison ha vinto 12 edizioni della Southern Conference e l'edizione 1993 degli All-America. Dal 1997 ha gareggiato nelle competizioni internazionali ottenendo due medaglie di bronzo ai Giochi olimpici rispettivamente di Sydney 2000 e Atene 2004.

## Palmarès
| Anno | Manifestazione  | Sede       | Evento   | Risultato | Prestazione | Note                          |
| ---- | --------------- | ---------- | -------- | --------- | ----------- | ----------------------------- |
| 1997 | Mondiali indoor | Parigi     | 60 m hs  | 5ª        | 7"88        | Miglior prestazione personale |
| 1999 | Mondiali indoor | Maebashi   | 60 m hs  | 6ª        | 7"97        |                               |
| 2000 | Giochi olimpici | Sydney     | 100 m hs | Bronzo    | 12"76       |                               |
| 2003 | Mondiali indoor | Birmingham | 60 m hs  | Bronzo    | 7"92        |                               |
| 2004 | Giochi olimpici | Atene      | 100 m hs | Bronzo    | 12"56       |                               |

## Altre competizioni internazionali
1998
- Argento alla Grand Prix Final ( Mosca) - 100 m hs, 12"63